# Echinopsis peruviana
Echinopsis peruviana is een snel groeiende plant uit de cactusfamilie, die gevonden wordt op de westelijke hellingen van de Andes in Peru, tussen ongeveer 2000 en 3000 m boven zeeniveau. Net als Echinopsis pachanoi bevat Echinopsis peruviana mescaline en andere alkaloïden. De concentratie mescaline is hoger in de top dan in lagere delen van de plant. De plant kan gehouden worden als kamerplant.
De spaarzaam met stekels bezette soort kan ruim 2,5 m lang worden en ontwikkelt lange, tot 12 cm dikke stengels. Hij bloeit zelden. De bloemen zijn wit, tot 15 cm in doorsnee, en openen zich 's nachts, waarna ze verwelken. De plant houdt van veel licht, niet in de volle zon. Hij verdraagt vorst tot -4 °C.
Vermeerdering gebeurt door zaaien of stekken. Deze plant wordt ook als onderstam gebruikt bij de (op)kweek van andere cactussen.